# World Series 1906
Le World Series 1905 sono state la terza edizione della serie di finale della Major League Baseball al meglio delle sette partite tra i campioni della National League (NL) 1906, i Chicago Cubs e quelli della American League (AL), i Chicago White Sox.
I Cubs venivano da un record MLB ancora imbattuto di 116 vittorie nella stagione regolare ma furono battuti a sorpresa dai White Sox che erano stati la peggiore squadra della American League in media battuta (.230). Queste World Series furono la prima delle due sole occasioni in cui si scontrarono due squadre della stessa città, escluse quelle di New York, in finale. I Cubs e i White Sox non si sarebbero più qualificate contemporaneamente per i playoff fino al 2008.

## Sommario
I Chicago White Sox hanno vinto la serie, 4-2.
| Gara | Data       | Punteggio                               | Stadio                | Tempo | Pubblico |
| ---- | ---------- | --------------------------------------- | --------------------- | ----- | -------- |
| 1    | 9 ottobre  | Chicago White Sox – 2, Chicago Cubs – 1 | West Side Grounds     | 1:45  | 12.693   |
| 2    | 10 ottobre | Chicago Cubs – 7, Chicago White Sox – 1 | South Side Park (III) | 1:58  | 12.595   |
| 3    | 11 ottobre | Chicago White Sox – 3, Chicago Cubs – 0 | West Side Grounds     | 2:10  | 13.667   |
| 4    | 12 ottobre | Chicago Cubs – 1, Chicago White Sox – 0 | South Side Park (III) | 1:36  | 18.385   |
| 5    | 13 ottobre | Chicago White Sox – 8, Chicago Cubs – 6 | West Side Grounds     | 2:40  | 23.257   |
| 6    | 14 ottobre | Chicago Cubs – 3, Chicago White Sox – 8 | South Side Park (III) | 1:55  | 19.249   |

## Hall of Famer coinvolti
- Umpire: 	Jim Johnstone (NL), Silk O'Loughlin (AL)
- White Sox: George Davis, Ed Walsh
- Cubs: Mordecai Brown, Frank Chance, Johnny Evers, Joe Tinker